# کروپسکی مون
کروپسکی مون (به لهستانی:  Krupski Młyn) یک روستا در لهستان است که در گمینا کروپسکی مون واقع شده‌است.
 کروپسکی مون  ۲٬۰۰۰ نفر جمعیت دارد.